# Troglohalacarus dentipes
Troglohalacarus dentipes is een mijtensoort uit de familie van de Halacaridae. De wetenschappelijke naam van de soort is voor het eerst geldig gepubliceerd in 1937 door Viets.